# Noumea angustolutea
Noumea angustolutea is een zeer zeldzame zeenaaktslak die behoort tot de familie van de Chromodorididae. Deze slak komt voor in de Indische Oceaan en het westen van de Grote Oceaan.
De slak is wit tot beige. De kieuwen en de rinoforen zijn lichtbruin tot donkeroranje. De mantelrand is vrij dik en gekruld en beige gekleurd, met een dunne lichtgele lijn. Ze wordt, als ze volwassen is, zo'n 2,5 cm lang. Ze voeden zich met sponzen.